# Wiera Wietrowa
Wiera Aleksandrowna Wietrowa; z d. Ulakina (ros. Вера Александровна Ветрова; Улякина; ur. 21 sierpnia 1986 w Gorkim) – rosyjska siatkarka, reprezentantka kraju, grająca na pozycji rozgrywającej. W 2010 roku została Mistrzynią Świata.
W sezonie 2012/2013 postanowiła przerwać karierę z powodu ciąży.

## Sukcesy klubowe
Puchar Rosji:
- 2010, 2011, 2013, 2021[3]

Mistrzostwo Rosji:
- 2011, 2016, 2017, 2018
- 2012, 2014, 2015

Superpuchar Rosji:
- 2017

## Sukcesy reprezentacyjne
Mistrzostwa Europy Juniorek:
- 2004

Mistrzostwa Świata:
- 2010